# Брусколотти, Джузеппе
Джузеппе Брусколотти (итал. Giuseppe Bruscolotti; род. 1 июня 1951, Сассано) — итальянский футболист, игравший на позиции правого защитника. Наиболее известен своим длительным выступлением за «Наполи», где был капитаном команды и внёс свой вклад в первое в истории неаполитанцев завоевание титула чемпиона Италии в 1987 году. Среди болельщиков Брусколотти получил прозвище Железный столб (итал. Pal'e fierro) из-за своей физической силы.

## Карьера
Джузеппе Брусколотти начинал карьеру футболиста в клубе «Сорренто» в 1970 году, внеся свой вклад в выход команды в Серию B, выиграв с ней Серию C в сезоне 1970/1971. Защита «Сорренто» тогда пропустила всего 12 голов. Но по итогам следующего сезона клуб вылетел обратно в Серию C, финишировав на предпоследнем месте в лиге.
В 1972 году Брусколотти перешёл в «Наполи», где за следующие 16 сезонов провёл более 500 матчей. 24 сентября 1972 года он дебютировал в Серии А, в победном матче (1:0) против «Тернаны». Брусколотти стал легендой клуба, в том числе сыграв ключевую роль в первом в истории «Наполи» завоевании титула чемпиона Италии в сезоне 1986/1987. С 1978 по 1984 год он был капитаном команды, а следующим за ним был Диего Марадона. Брусколотти завершил профессиональную карьеру футболиста в 1988 году, в возрасте 37 лет. Он установил клубный рекорд по количеству матчей за «Наполи» в Серии A) (387). Брусколотти также провёл 96 игр за неаполитанцев в Кубке Италии и 28 — в еврокубках. Он забил 11 мячей за «Наполи». Один из самых известных его голов случился в домашней победной (1:0) встрече с бельгийским «Андерлехтом», проходившей в рамках первого матча полуфинала Кубка кубков 1976/1977, хотя в итоге это не помогло «Наполи» пройти дальше. Важным стал его мяч, забитый в ответной игре Англо-итальянского кубка лиги и позволивший «Наполи» одержать общую победу над английским «Саутгемптоном». Кроме того, Брусколотти в составе неаполитанцев дважды становился обладателем Кубка Италии.

## Достижения

### Командные
«Сорренто»
- Победитель Серии C: 1970/71

«Наполи»
- Чемпион Италии: 1986/87
- Обладатель Кубка Италии (2): 1975/76[7], 1986/87[8]
- Обладатель Англо-итальянского кубка лиги: 1976[6]

### Индивидуальные
- Рекордсмен по количеству игр за «Наполи»: 511 матчей[1][3][4]
- Рекордсмен по количеству игр за «Наполи» в Серии А: 387 матчей[1][3][4]